# Prothoe plateni
Prothoe plateni är en fjärilsart som beskrevs av Semper 1892. Prothoe plateni ingår i släktet Prothoe och familjen praktfjärilar. Inga underarter finns listade i Catalogue of Life.